# Sulcus musculi subclavii

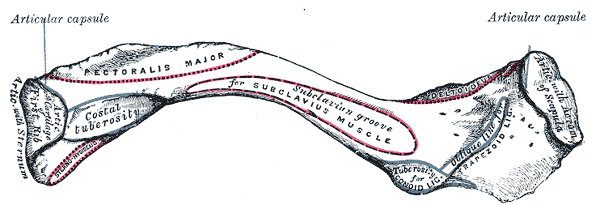
A kulcscsont (középen látható a sulcus musculi subclavii

A sulcus musculi subclavii egy mélyedés a kulcscsont (clavicula) inferior felszínén, mely a kulcscsont alatti izomnak (musculus subclavius) biztosít tapadási helyet. A fascia clavipectoralis a mélyedés szélén tapad.